# São João do Araguaia
São João do Araguaia é um município brasileiro do estado do Pará. É segunda mais antiga localidade do sudeste do Pará, sendo somente superada em idade pela antiga Alcobaça (atual Tucuruí).
Seu nome faz alusão ao Rio Araguaia, que banha parte do município. Na verdade, a sede do município fica no rio Tocantins, alguns quilômetros após a confluência deste último com o Rio Araguaia.
Localiza-se a uma latitude 05º21'30" sul e a uma longitude 48º47'29" oeste, estando a uma altitude de 99 metros. Sua população estimada em 2020 era de 14.051 habitantes. Possui uma área de 1301,739 km².

## Geografia
O município localiza-se no sudeste do Pará, à esquerda dos rios Tocantins e Araguaia. Inclusive, é defronte ao seu território que há o encontro das águas do Tocantins com o Araguaia, formando o famoso Bico do Papagaio. Outros flúmens importantes são o rio Tauarizinho - sua fronteira natural oeste com Marabá -, o rio dos Veados, o rio da Água Branca e o igarapé Surubim.
Seu território limita-se a norte com os municípios de Bom Jesus do Tocantins e São Pedro da Água Branca (Maranhão); Esperantina e Araguatins (ambos no Tocantins) a leste; São Domingos do Araguaia e Brejo Grande do Araguaia, a sul, e; Marabá, a oeste.

### Subdivisões
O município possui as importantes localidades de Distrito de Apinagés (com sede na vila homônima), Vila Diamante, Vila Primeiro de Março, Vila Ponta de Pedra, Vila Landi, Vila Bacurizinho, Vila Bacuri Grande, Vila Consulta e Vila José Martins Ferreira (Vila Sant'Ana).

## História
A localidade de São João do Araguaia surgiu no fim do século XVIII por iniciativa do governo da capitania do Grão-Pará visto a necessidade de se estabelecer um entreposto militar na confluência dos rios Tocantins e Araguaia para evitar a evasão de divisas (neste caso metais preciosos) e de mão-de-obra escrava em direção ao Centro-Oeste do Brasil Colônia.
A formação de três núcleos populacionais no médio Tocantins ainda no século XVIII — São Bernardo da Paderneira, Mola (mocambo-república de Maria Aranha) e Alcobaça — acabou dando suporte para a construção de São João, visto que havia muita escassez capital humano para trabalho na região à época.

### Colonização
Em virtude do maior fluxo de comércio entre as capitanias de Goias e do Grão-Pará, após as expedições promovidas pelo Governador do Grão-Pará, Francisco de Souza Coutinho, houve a necessidade de se formar próximo ao entroncamento fluvial formado pelos rios Tocantins e Araguaia (fronteira das capitanias) um posto fiscal e destacamento militar da coroa portuguesa. Designou-se para tal função o alferes Joaquim José Maximino que com mão-de-obra de Alcobaça e São Bernardo fundou o registro de Itaboca em 1797. Posteriormente o registro foi transferido definitivamente para a margem esquerda do Tocantins passando a chamar-se São João do Araguaia, por localizar-se próximo a confluência do rio Araguaia.
Por sediar um destacamento militar, característica excepcional que dava a localidade grande importância política no século XIX, São João tornou-se um ponto demográfico atrator, fato que levou as populações da colônia Santa Teresa e da colônia de Frei Manoel Procópio do Coração de Maria a se mudarem a colônia militar.
Entretanto somente em 1901 é que a localidade foi elevada a categoria de povoado.

### Declaração de emancipação

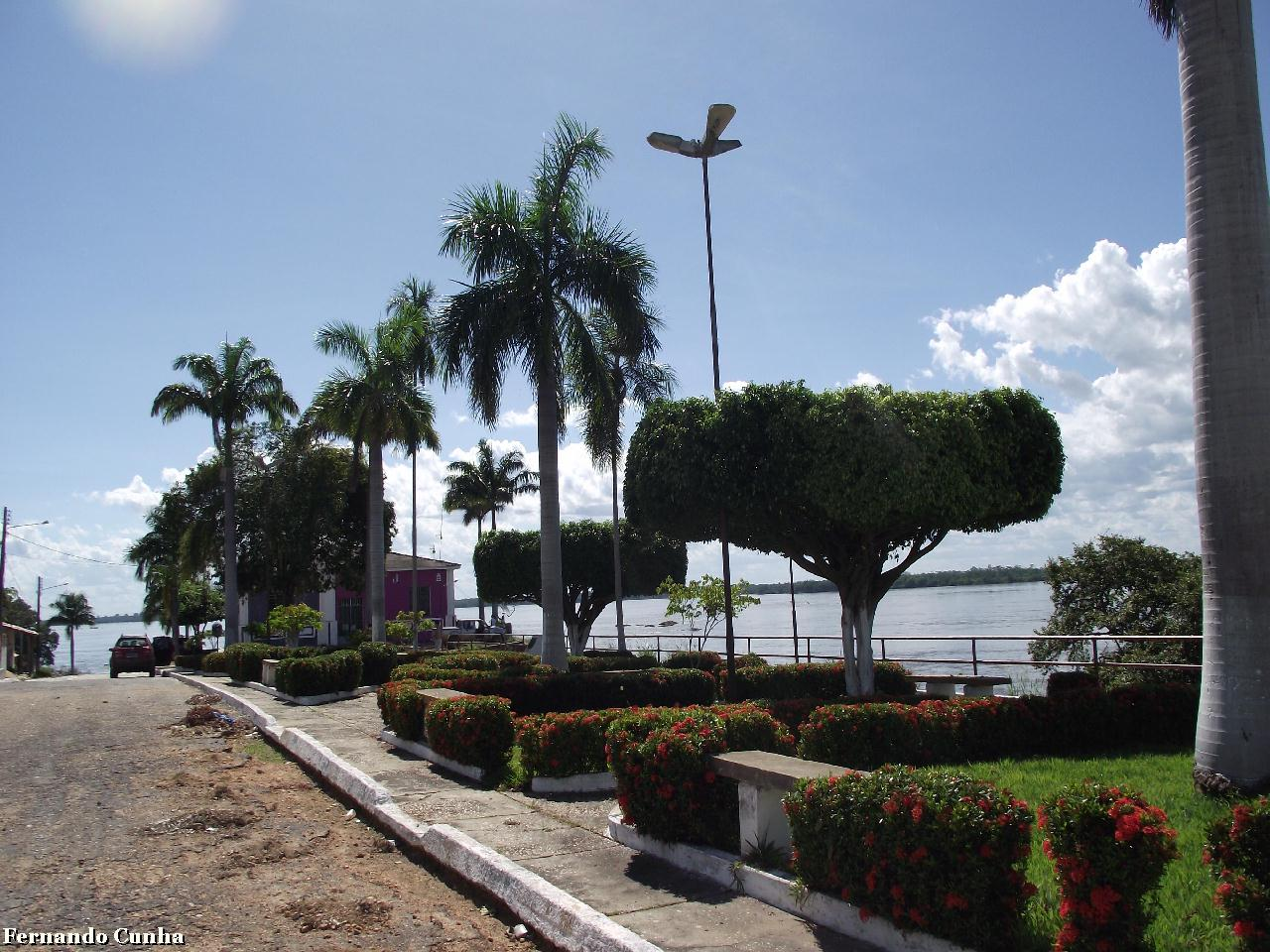
Praça em frente á Prefeitura Municipal

São João foi uma das localidades que envolveu-se nos acontecimentos que levaram a anexação do sudeste do Pará ao estado do Goiás em 1908. Os líderes do povoado se uniram aos líderes de Marabá, Conceição do Araguaya e Alcobaça na declaração de emancipação e desligamento formulada em 1808 e protocolada junto ao parlamento goiano. O episódio ocorreu em meio aos conflitos que ocorriam no meio norte brasileiro desde 1907, a segunda revolta de Boa Vista.
O governo goiano reconheceu o documento de emancipação da região ("declaração de Marabá"), e formalmente a anexou ao seu estado. Desta forma entre 1908 e 1909 o sul do Pará permaneceu em litígio, sendo sua posse disputada Grão-Pará e pelo Goiás. O episódio quase desencadeou uma guerra civil na região. A consequência de tais acontecimentos refletiu na organização política regional, que até então era insipiente.
A intenção de São João e dos demais povoados para com a proposta de anexação ao Goiás, era sua elevação à categoria de cidade, desligando-se de Baião (a época seu território compreendia todo sul do Pará), que nenhuma assistência fornecia ao povoado.
Como parte dos acontecimentos, em 1910 os líderes de São João formularam uma proposta conjunta de emancipação da região com os líderes dos principais povoados (Marabá, Conceição do Araguaya e Alcobaça), no intuito de formar uma nova entidade política estadual, o estado do Itacaiúnas. Esta proposta é a precursora do atual projeto do estado do Carajás.
Temendo desdobramentos maiores desta revolta no Sul do Pará, o governador do Grão-Pará aprova em 5 de novembro de 1908 a lei estadual nº 1069, que criava o município de São João do Araguaia, com território desmembrado de Baião. Esta mesma lei elevou o povoado de São João do Araguaia a condição de vila, transformando-o em sede do município. Mesmo com a emancipação, a revolta regional só foi sufocada quase um ano depois.

### Ciclo do Caucho
Desde a última década do século XIX, com a escalada dos preços da borracha no mercado internacional, a produção desta commoditie estava em franca expansão em toda a Amazônia. No vale amazônico (Bacia do Amazonas) a extração era feita na Hevea brasiliensis; já no planalto amazônico (Bacia do Tocantins) a exploração da borracha era feita na Castilla ulei (popularmente conhecida como caucho), uma variante de menor produtividade. São João rapidamente tornou-se uma das áreas de produção de borracha.
O povoado de São João acumulou muitos dividendos da exploração da borracha, que colaborava para a diversificação das trocas comerciais da região com os portos do litoral brasileiro.
Com a crise da borracha no início da década de 1910, e com mais força a partir do ano 1919, coincidindo com o fim da Primeira Guerra Mundial, a vila entra em profunda crise, tanto que a sua autonomia jurídica passa a ser questionada, visto que Marabá rivalizava a predominância na política regional com São João.
Em 3 de novembro de 1922 o município perde sua autonomia, e é anexado ao município de Marabá. Nesta mesma ocasião a vila tem seu nome alterado para São João da Ponta.

### Ciclo das gemas e da castanha
A decadência da exploração do Caucho fez ganhar força na região a exploração da Bertholletia excelsa (Castanha-do-brasil/pará). Antes coletada somente para consumo próprio, esta passa a tomar conta da pauta de exportações de São João e já na década de 1930 supera em valor a produção da borracha.
Neste mesma década de 1930 são descobertos grandes depósitos de gemas (cristal de rocha e diamante) no leito do rio Tocantins. Esta atividade, aliada a produção de castanha, faz a população da vila crescer substancialmente e retira a região do marasmo econômico deixado pela borracha. A exploração das gemas tem seu ápice em 1939, declinando com o tempo. Ao fim da Segunda Guerra Mundial, a queda na demanda de gemas influi na produção local, que praticamente extingue-se.
A exploração da castanha no entanto, passa por um período de baixa procura, recuperando-se totalmente já na década de 1950. A castanha permanece como atividade muito importante na pauta municipal até a década de 1980, quando é superada pela pecuária e pela madeira.

### Restauração da autonomia
Em 29 de dezembro de 1961, após longos anos de luta pela re-emancipação, São João do Araguaia recupera sua autonomia política ao ser desmembrado do município de Marabá através da lei estadual nº 2960. O município foi formalmente instalado em 18 de março de 1962.

### Fatos recentes
Em 2011 São João participou ativamente com todo o sudeste do Pará, da consulta plebiscitária que definiu sobre a divisão do estado do Pará. São João insere-se como parte da proposta do estado do Carajás, tanto que o município é filiado ao principal organismo de luta pela causa na região, a "AMAT Carajás".
Embora a expressiva votação favorável no plebiscito em São João, tendo alcançado entre a população local mais de 90% de aprovação pela criação do estado do Carajás, o peso da região de Belém se fez maior, e se sobrepôs ao anseio local. Entretanto, mesmo com a derrota na votação, o município continua, juntamente com a região, a pleitear a separação para criação do estado do Carajás.

## Economia

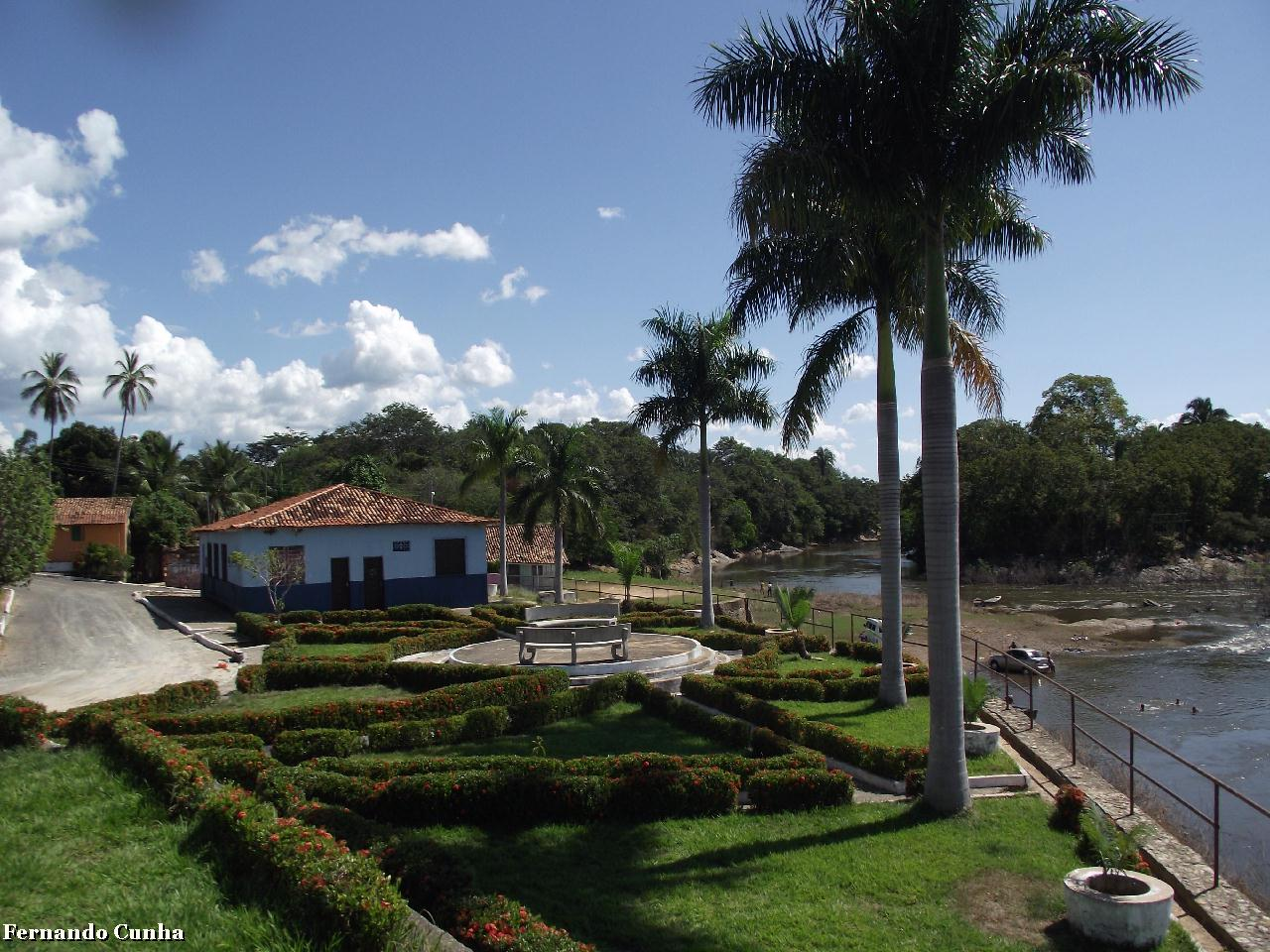
Praça às margens do rio Tocantins

A economia de São João sempre teve forte ligação com o extrativismo vegetal, sobretudo a extração de Caucho e Castanha do pará. Atualmente, contudo diversas há atividades econômicas que compõem o produto interno bruto do município, em destaque, a atividade agropecuária, a extração e industrialização da madeira, a produção de carvão vegetal, o comércio e os serviços.
Extrativismo vegetal e mineral.
Nos primórdios do povoado de São João, o florescimento da economia local foi dada pelo extrativismo, principalmente porquê a sede do município situa-se como um entroncamento fluvial entre os rios Araguaia e Tocantins. Os principais produtos extraídos e comercializados eram o caucho, a castanha do pará e a andiroba.
A extração do caucho que foi um dos grandes sustentáculos do município até o início da década de 1960, declinado vertiginosamente até se extinguir na década de 1990. A extração e comercialização da castanha do pará e da andiroba até o fim da década de 1980 foram os principais produtos agrícolas produzidos por São João, perdendo participação para a agropécuária desde a década de 1990. A extração e comercialização da castanha ainda permanece como atividade econômica do município, mas não figura mais como um ator principal do desenvolvimento econômico de São João.
A extração de gemas minerais nas rochas do leito do Rio Tocantins também foram importantes atividades econômicas do município da década de 1910 até a década de 1940. Eram principalmente encontradas rochas de diamante nos garimpos no leito do Tocantins.
Atividade agropecuária, carvão vegetal e indústria madeireira.
O município de São João sofreu um forte impacto socioeconômico com a abertura da Rodovia Transamazônica. Com a abertura da rodovia em meados da década de 1970, o município teve toda a sua cadeia produtiva modificada, passando de uma localidade que tinha sua vida econômica focada basicamente no extrativismo, para ser um dos municípios integrantes da "Fronteira agrícola amazônica".
A agropecuária é responsável hoje por grande parte da composição do PIB municipal. As principais atividades desenvolvidas no território de São João são a criação e o abate de bovinos, a produção leiteira, a criação e o abate de aves, a produção e o beneficiamento de grãos (arroz, feijão e milho), a produção de mandioca e a produção de hortaliças.
A indústria madeireira foi uma atividade de grande importância para São João, sobretudo durante as décadas de 1980 e 1990. A extração e industrialização da madeira trouxe grande dividendos econômicos para o município, contudo provocou um passivo ambiental muito grande à São João, pois derrubava extensas áreas de floresta nativa. As indústrias do setor madeireiro foram gradualmente sendo fechadas, por trabalharem  de forma irregular. Hoje restam algumas poucas indústrias madeireiras em funcionamento, operando a rigor da lei, de forma regular.
A produção de carvão vegetal é uma atividade econômica que ganhou expressão no município recentemente. O carvão vegetal começou a ser produzido em São João no início da década de 1990, crescendo sua produção muito rapidamente No entanto a atividade trazia, assim como a indústria madeireira, um grande passivo ambiental para o município pois desflorestava grandes áreas de floresta para ser produzido. Por força de lei as indústrias carvoeiras e as siderúrgicas sediadas em Marabá (que demandam o carvão), foram obrigadas a modificar seu modelo de produção, investindo em reflorestamento e produção de carvão através do coco da palmeira babaçu.

## Infraestrutura
As rodovias que atravessam o território de São João são as federais BR-153/BR-230 e a estadual PA-405; sendo que esta última é o tronco viário de acesso à sede municipal. A mesma têm pavimento asfáltico e cumprimento de 13,4 km.